# Le Million
Le Million is een Franse muziekfilm uit 1931 onder regie van René Clair. Destijds werd de film uitgebracht onder de titel De honderdduizend.

## Verhaal
Verwikkelingen rond een lot uit de loterij waar de hoofdprijs op gevallen is. Het lot behoort toe aan de arme kunstenaar Michel Bouflette maar zit in de jaszak van een jasje dat zijn verloofde heeft weggeven aan Tulipe, die door de politie gezocht wordt.